# Vince Grella
 Vincenzo „Vince“ Grella (* 5. Mai 1979 in Dandenong, Melbourne) ist ein ehemaliger australischer Fußballspieler; er spielte auf der Position eines Mittelfeldspielers.

## Vereine
Grella, ein Sohn italienischer Einwanderer, begann seine Karriere bei Canberra Cosmos, nach einer Saison wechselte er zum Carlton SC. In der Saison 1998/99 wechselte der Australier zum FC Empoli in die italienische Serie B. Nach einer Spielzeit in der Toskana wechselt er zum Ligakonkurrenten Ternana Calcio, wo er sich aber nicht nachhaltig durchsetzen konnte. Zur Saison 2001/02 kehrte Grella dann wieder zum FC Empoli zurück. In der ersten Saison konnte er gleich den Aufstieg in die Serie A feiern. In der Folge spielte Grella zwei Saisons als Stammspieler in der Serie A, ehe er zur Saison 2004/05 zum FC Parma wechselte, wo er bis zum Ende der Saison 2006/07 im Stammkader stand. Die Spielzeit 2007/08 absolvierte er für den FC Turin, wobei er dort ursprünglich einen Dreijahresvertrag unterschrieben hatte.
Am 26. August 2008 wechselte er in die englische Premier League zu den Blackburn Rovers. Grella unterschrieb bei dem Verein, wo bereits sein Landsmann Brett Emerton angeheuert hatte, einen Vierjahresvertrag. Über die Ablösesumme einigten sich die beteiligten Klubs auf Stillschweigen, wobei Presseberichten zufolge eine Summe in der Nähe von 3,5 bis vier Millionen Pfund gemutmaßt wurde. Im Sommer 2012 wurde sein auslaufender Vertrag nicht verlängert.
Nachdem Grella zunächst keinen neuen Verein fand und sich in Italien mit einem Personal Trainer fit gehalten hatte, unterschrieb er im Oktober 2012 einen Vertrag beim australischen Erstligisten Melbourne Heart bis Ende Juni 2013. Ende Januar 2013 kam Grella zu seinem ersten Einsatz für Heart, zog sich in der Partie allerdings eine Verletzung zu und verkündete daraufhin sein sofortiges Karriereende.

## Nationalmannschaft
2003 gab Grella sein Debüt in der australischen Nationalmannschaft, seither kam er im regelmäßig zum Einsatz. Er gehörte zum Kader der australischen Nationalmannschaft bei den Weltmeisterschaften 2006 und 2010.

## Sonstiges
Nach dem Ende seiner aktiven Laufbahn ließ sich Vince Grella mit seiner Familie in Italien nieder. Er ist mit einer Italienerin, die er in Empoli kennengelernt hatte, verheiratet und hat drei Kinder (zwei Töchter, ein Sohn).